# V-Rally 2
V-Rally 2 es un videojuego de carreras de rally, y es la secuela de V-Rally. Fue sucedido por el videojuego V-Rally 3. La versión de PlayStation es conocida en Europa como V-Rally 2 Championship Edition y en América del Norte como Need for Speed: V-Rally 2. Las versiones para Dreamcast y Windows son conocidos en Europa como V-Rally 2: Expert Edition y en Norteamérica la versión Dreamcast se conoce como Test Drive: V-Rally.

## Jugabilidad
El juego cuenta con coches de rally que compitieron en la temporada 1999 de la FIA World Rally Championship (16 en el Campeonato de edición y 26 en la edición de Expertos). Hay más de 80 temas originales que representan a todos los rallies de la temporada 1999, con excepción de Grecia y Safari. Los modos de juego incluyen un modo contrarreloj, un modo arcade que sigue el estilo tradicional de los juegos de arcade, Trofeo V-Rally donde el jugador compite contra 3 oponentes de IA para ver quién puede obtener el menor tiempo en todos los mítines. El modo campeonato sigue el ejemplo de la vida real de los rallies con diferentes etapas en los mítines aparecen en el juego. Los modos de trofeo y el Campeonato de V-Rally cuentan con tres campeonatos diferentes: Europa, del Mundo y de expertos. 
Las condiciones climáticas, como la nieve, la lluvia y el rally en horario diurno, Atardecer y Noche se incluyen. 
También hay un editor de pistas donde el jugador diseña sus / sus propias pistas de rally. Hay un modo multijugador que soporta hasta 4 jugadores. La versión de PlayStation del juego cuenta con soporte para los controladores analógicos DualShock. 

## Recepción

### Crítica
El videojuego obtuvo mayoritariamente críticas positivas. Allgame le dio una calificación de 3,5 sobre 5 y lo alabó por ser un "emocionante juego de rally de principio a fin".GameSpot le dio una puntuación de 7,9 sobre 10 y elogió la versión de PlayStation del juego por ser el "estreno PlayStation juego de rally ", por su autenticidad. IGN le dio una alta calificación de 8,5 sobre 10 y le dio elogios para el juego de PS1 para los gráficos, efectos de sonido y el atractivo, pero también criticó el juego por las cuestiones relacionadas con el realismo siempre dentro del juego y también la pixelización de coches de IA cuando el jugador se queda atrás.